# Prokopios
Prokopios (grekiska: Προκόπιος ὁ Καισαρεύς, Prokópios ho Kaisareús, latin: Procopius Caesariensis), född cirka 500, död cirka 562, var en historiker i det östromerska riket. 

## Biografi
Prokopios var jurist, blev fältherren Belisarius sekreterare och rådgivare 527 och följde honom i fälttågen mot perserna, vandalerna i Africa 533 och östgoterna i Italien 535. Om hans senare liv vet man mycket litet. Osäkert är om det var denne Prokopios som var prefekt i Konstantinopel 562. Då man finner att han var senator, och hade titeln illustris, är det inte omöjligt att han beklätt en stadsprefekts höga ämbete.
Hans skrifter är i både historiskt, geografiskt och etnologiskt hänseende av största vikt. De utgörs av hans 8 "böcker om krigen", som han själv kallar dem, av vilka sju beskriver ovannämnda krig och den åttonde lämnar en kort framställning av därpå följande händelser till 554, med beskrivning av Nikaupproret 532, pesten i Konstantinopel 542, och så vidare.
Prokopios Anekdota, även benämnd Hemlig historia (grekiska: Ἀπόκρυφη Ἱστορία), utgiven efter hans död, utgör en komplettering av böckerna om krigen. Då Prokopios inte vågade angripa Justinianus I och Teodora, vilka han bittert hatade, och lika litet Belisarius och dennes gemål Antonina med flera, utgavs dessa memoarer inte så länge han levde. Man har, förmodligen utan skäl, velat frånkänna Prokopios författarskapet till dem.
För Sveriges historia är Prokopios av vikt. Han berättar om en gotisk invandring, som ej långt förut ägt rum till Sverige, och om heruliska stammars överflyttning till Danmark och till "Thule", det vill säga Skandinaviska halvön. Om Thule lämnar han, troligen genom information från de italiska östgoterna, åtskilliga berättelser; till exempel om småkonungadömena, om vintermörkret, gudarna, julfesten, människooffer och andra offer.

## Böcker översatta till svenska
- Prokopios; Linnér, Sture (2003). Vandalkrigen; Hemlig historia. Wahlström & Widstrands klassikerserie, 99-3365423-3. Stockholm: Wahlström & Widstrand. Libris 8890328. ISBN 91-46-20209-9
- Prokopios; Lagerström. Ingemar (2019). Perserkrigen. Stockholm: Santérus Förlag. Libris v565w92xs1zkknft. ISBN 9789173591416